# Diversinervus desantisi
Diversinervus desantisi är en stekelart som beskrevs av Compere 1931. Diversinervus desantisi ingår i släktet Diversinervus och familjen sköldlussteklar.
Artens utbredningsområde är:
- Eritrea.
- Etiopien.

Inga underarter finns listade i Catalogue of Life.